# 西斯科舍盆地

斯科舍板塊為地圖下方藍綠色的區域。西斯科舍盆地為該板塊的左半部區域。

西斯科舍盆地為一位於南大西洋的海底盆地，靠近南冰洋的邊界。盆地位於火地群島東南部、福克蘭群島南部以及南極半島的東北部，從而構成了斯科舍板塊的西部區塊。